# Гольденберг Борис Маркович
Борис Маркович Гольденберг (2 липня 1888, Чернігів — 27 червня 1968, Чернігів) — організатор чернігівського промислового лозоплетіння, перший директор Чернігівської фабрики лозових виробів.

## Життєпис
Народився 2 липня 1888 року у Чернігові в єврейській родині дрібного ремісника. Володів російською та українською мовами. Після єврейських погромів 1905 року разом із батьком намагався емігрувати до США, де протягом року вони працювали чорноробами та мийниками вікон. Проте чоловіки невдовзі повернулися до Чернігова. Борис навчався у Чернігівській торговій школі. За рахунок допомоги єврейської громади Чернігова вступив до київського 2-го комерційного училища, яке закінчив 1910 року. Після, до 1919 року, працював помічником бухгалтера у Торговому домі Бухрахштейна.
У 1919—1920 роках переніс плеврит. З 1920 по 1923 рік працював у Чернігівському особовому продовольчому губернському комитеті (ОПродКомГуб, пізніше — ГубПродКом). З 1923 по 1927 керував лозовим виробництвом Чернігівського комітету боротьби з безробіттям. Пізніше на основі досвіду роботи цього підприємства було створено кооперативне товариство «Лозоплетіння», яким Гольденберг керував до 1932 року.
У 1932 році за проектом та розрахунками Гольденберга було зведено перший в СРСР лозопарильний завод. З квітня 1932 до березня 1937 року Гольденберг був директором Чернігівського лозопарильного заводу «ім. 8 березня», який входив у підпорядкування УкрЛісПромСоюзу. Після реорганізації заводу на кооперативне підприємство Гольденберг з березня 1937 по жовтень 1938 року обіймав посаду голови правління підприємства. З жовтня 1938 по січень 1939 був завідувачем оперативним відділом заводу, а з січня 1939 по травень 1941 — технічним керівником заводу.
У травні 1941 Гольденберг призначений комерційним директором Чернігівської макаронної фабрики, де працював до 23 серпня 1941 року. У зв'язку з підходом німецьких військ до міста під час Німецько-Радянської війни разом із родиною був евакуйований і до серпня 1947 року працював у місті Киселівськ Кемеровської області на заводі № 605 Наркомату боєприпасів СРСР.
З 22 жовтня 1947 року був головою правління Чернігівської артілі «Лозорогізний комбінат», де було налагоджено виробництво меблів. У 1960 році на базі цієї артілі була створена Чернігівська фабрика лозових виробів. 
Помер 27 червня 1968 року. Похований на єврейському кладовищі Чернігова (з правого боку центральної алеї).

## Вшанування пам'яті

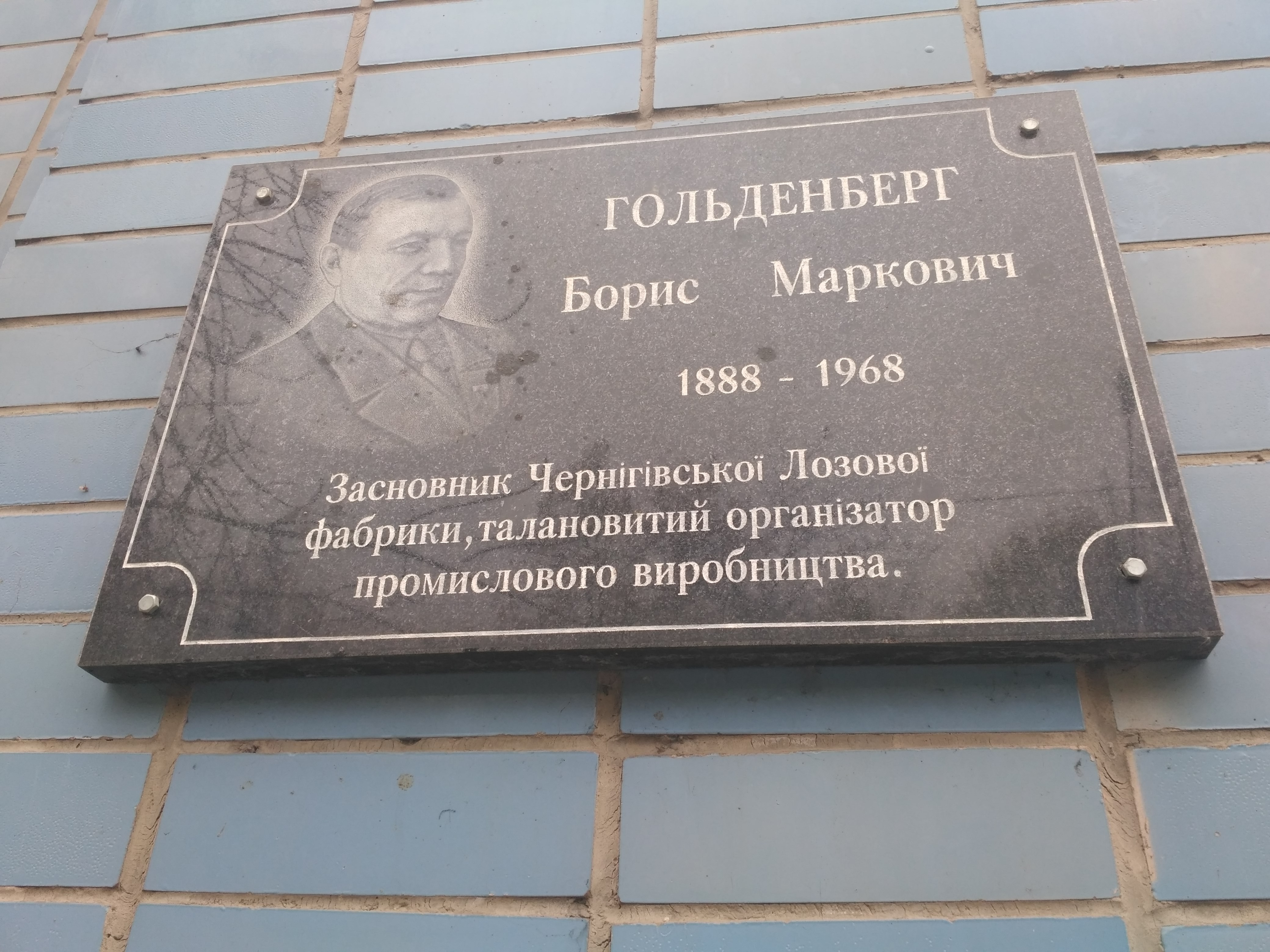
Меморіальна дошка

27 червня 2013 року Чернігівська єврейська громада звернулася до міського голови Чернігова Олександра Соколова з ініціативою щодо відновлення пам'ятника на могилі Гольденберга. Пам'ятник було встановлено у жовтні того ж року з написом: «Засновник Чернігівської лозової фабрики Борис Маркович Гольденберг» та нижче «Виготовлено та встановлено за підтримки: Виконавчого комітету Чернігівської міської ради, ТОВ „Чернігівська лозова фабрика“, Чернігівської міської єврейської громади, БЄФ „Хасде Естер“». 
У січні 2015 року на стіні фабрики лозових виробів (вул. Толстого, 28) було відкрито меморіальну дошку Борису Гольденбергу.

## Родина
- Дружина — Естер Мойсеївна Гольденберг[1]
- Син — Йосип Борисович Гольденберг (3 травня 1923 — 18 вересня 2010) — професор Магнітогорського державного технічного університету, теплоенергетик. Мобілізований в 1942 році, але через хворобу 1943 року повернувся до трудової діяльності.[1].

## Нагороди та звання
- Медаль «За доблесну працю у Великій Вітчизняній війні 1941—1945 рр.» (1946)[4]
- Знак «Відмінник соціалістичного змагання лісопромислової кооперації УРСР» (1948)[4]